# Brigada de Investigación e Intervención
La Brigada de Investigación e Intervención (BII) (en árabe argelino: فرقة البحث والتدخل) es un grupo de intervención y una unidad de choque de la Policía de Argelia.

## Historia
La BII se creó en 2005 para reemplazar a la Unidad de Intervención Especial de la Policía (UEIP), que había sido disuelta anteriormente. La BII reemplazó oficialmente a la unidad de élite UEIP en 2005. Sin embargo, la BII opera conjuntamente con la policía judicial, a diferencia de la UEIP, que dependía directamente de la Dirección General de Seguridad Nacional (DGSN).
A partir de 2005 se realizaron los primeros cursos de formación de la BII en París, Francia, la policía francesa ofreció una formación avanzada a los agentes de la BII. En 2007 y 2008, el Grupo de Intervención de la Gendarmería Nacional de Francia (GIGN) ofreció cursos de formación policial para miembros de la BII. En 2008, unos 40 policías viajaron a los Estados Unidos de América para capacitarse en la lucha contra la piratería marítima.

## Misiones
Las misiones de la BII son:

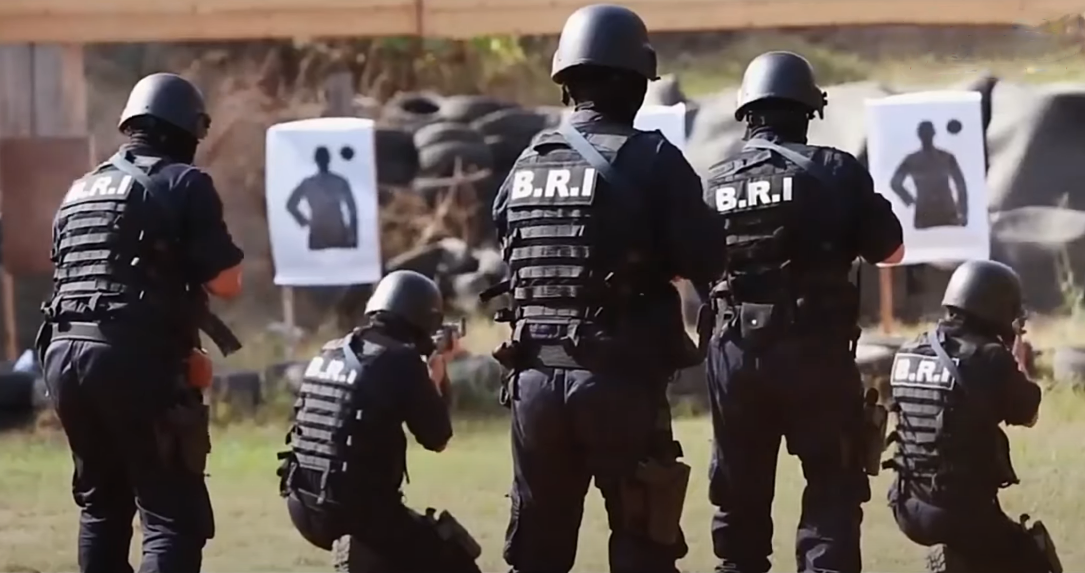
Agentes de la BII de Argel entrenan en un campo de tiro.

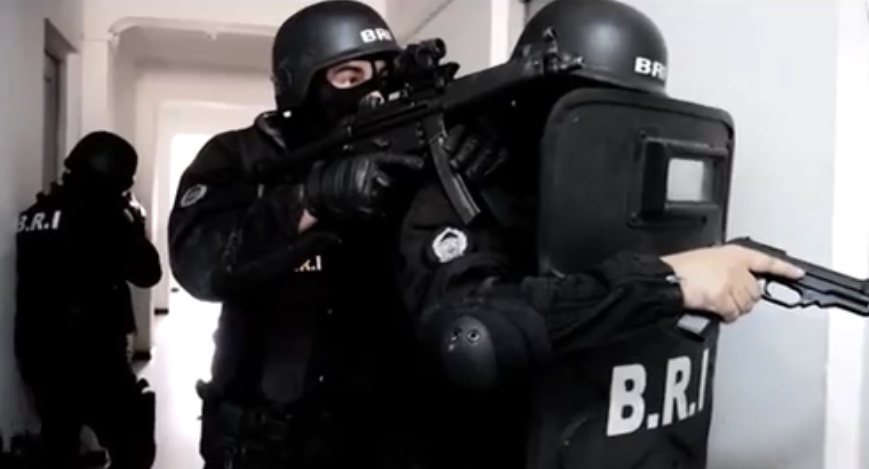
Agentes de la BRI de Argel realizan un entrenamiento de rescate de rehenes.

- Detener a delincuentes implicados en actos de bandolerismo.
- Liberación de rehenes.
- Almacenamiento de información.
- Mantenimiento de la ley y el orden.
- Lucha contra el narcotráfico.
- Control de armas.
- Patrullas de vigilancia.
- Lucha contra las pandillas.
- Lucha contra el  crimen organizado.

## Armamento

### Pistolas ametralladoras
| Nombre                  | Imagen                  | Origen                  | Munición                | Fabricante              |
| Pistolas ametralladoras | Pistolas ametralladoras | Pistolas ametralladoras | Pistolas ametralladoras | Pistolas ametralladoras |
| ----------------------- | ----------------------- | ----------------------- | ----------------------- | ----------------------- |
| Glock 18                |                         | Austria                 | 9 × 19 mm Parabellum    | Glock Ges.m.b.H.        |
| Beretta 93R             |                         | Italia                  | 9 × 19 mm Parabellum    | Beretta                 |

### Pistolas semiautomáticas
| Nombre                   | Imagen                   | Origen                         | Munición                 | Fabricante                                                            |
| Pistolas semiautomáticas | Pistolas semiautomáticas | Pistolas semiautomáticas       | Pistolas semiautomáticas | Pistolas semiautomáticas                                              |
| ------------------------ | ------------------------ | ------------------------------ | ------------------------ | --------------------------------------------------------------------- |
| Glock 17                 |                          | Austria                        | 9 × 19 mm Parabellum     | Glock                                                                 |
| Beretta 92               |                          | Italia                         | 9 × 19 mm Parabellum     | Beretta                                                               |
| Pistola caracal          |                          | Argelia Emiratos Árabes Unidos | 9 × 19 mm Parabellum     | Caracal InternationalEmpresa de Construcciones Mecánicas de Khenchela |
| Smith & Wesson M&P9      |                          | Estados Unidos                 | 9 x 19 mm Parabellum     | Smith & Wesson                                                        |
| Smith & Wesson M&P40     |                          | Estados Unidos                 | .40 S&W                  | Smith & Wesson                                                        |

### Subfusiles
| Nombre      | Imagen     | Origen     | Munición             | Fabricante     |
| Subfusiles  | Subfusiles | Subfusiles | Subfusiles           | Subfusiles     |
| ----------- | ---------- | ---------- | -------------------- | -------------- |
| HK MP5      |            | Alemania   | 9 × 19 mm Parabellum | Heckler & Koch |
| HK MP5SD    |            | Alemania   | 9 × 19 mm Parabellum | Heckler & Koch |
| HK MP5K     |            | Alemania   | 9 x 19 mm Parabellum | Heckler & Koch |
| Beretta PMX |            | Italia     | 9 x 19 Parabellum    | Beretta        |

### Fusiles de asalto
| Nombre            | Imagen            | Origen                  | Munición          | Fabricante                                                              |
| Fusiles de asalto | Fusiles de asalto | Fusiles de asalto       | Fusiles de asalto | Fusiles de asalto                                                       |
| ----------------- | ----------------- | ----------------------- | ----------------- | ----------------------------------------------------------------------- |
| AK-47             |                   | Unión Soviética         | 7,62 × 39 mm      | Corporación Kalashnikov                                                 |
| AKM               |                   | Argelia Unión Soviética | 7,62 × 39 mm      | Corporación KalashnikovEmpresa de Construcciones Mecánicas de Khenchela |
| Tipo 56           |                   | China                   | 7.62 × 39 mm      | Norinco                                                                 |

### Fusiles de francotirador
| Nombre                   | Imagen                   | Origen                   | Munición                 | Fabricante               |
| Fusiles de francotirador | Fusiles de francotirador | Fusiles de francotirador | Fusiles de francotirador | Fusiles de francotirador |
| ------------------------ | ------------------------ | ------------------------ | ------------------------ | ------------------------ |
| Sako TRG-22              |                          | Finlandia                | .308 Winchester          | SAKO                     |
| Sako TRG-42              |                          | Finlandia                | .300 Winchester Magnum   | SAKO                     |

### Escopetas
| Nombre         | Imagen    | Origen         | Munición   | Fabricante                                              |
| Escopetas      | Escopetas | Escopetas      | Escopetas  | Escopetas                                               |
| -------------- | --------- | -------------- | ---------- | ------------------------------------------------------- |
| Beretta RS-202 |           | Argelia Italia | Calibre 12 | BerettaEmpresa de Construcciones Mecánicas de Khenchela |

### Armas eléctricas
| Nombre                 | Imagen                 | Origen                 | Tipo                   |
| Armas de electrochoque | Armas de electrochoque | Armas de electrochoque | Armas de electrochoque |
| ---------------------- | ---------------------- | ---------------------- | ---------------------- |
| X-26                   |                        | Estados Unidos         | Taser                  |

## Equipamiento

### Cascos
| Nombre        | Imagen | Origen         | Tipo             |
| Cascos        | Cascos | Cascos         | Cascos           |
| ------------- | ------ | -------------- | ---------------- |
| Casco SPECTRA |        | Francia        | Casco de combate |
| Casco MICH    |        | Estados Unidos | Casco de combate |